# Wieniamin Popow
Wieniamin Wiktorowicz Popow (ros. Вениамин Викторович Попов, ur. 1942) – radziecki i rosyjski dyplomata.

## Życiorys
W 1965 ukończył Moskiewski Państwowy Instytut Stosunków Międzynarodowych Ministerstwa Spraw Zagranicznych ZSRR, 1967-2007 pracował w MSZ ZSRR/Rosji, od 9 czerwca 1987 do 9 sierpnia 1990 był ambasadorem nadzwyczajnym i pełnomocnym ZSRR w Jemenie, a od 1991 do  31 grudnia 1992 ambasadorem nadzwyczajnym i pełnomocnym ZSRR w Libii. W latach 1993–1996 był ambasadorem ds. zleceń specjalnych rosyjskiego MSZ, 1996-2000 ambasadorem nadzwyczajnym i pełnomocnym Rosji w Tunezji. Ma tytuł kandydata nauk historycznych.